# 국립 자연사 박물관 (워싱턴 D.C.)

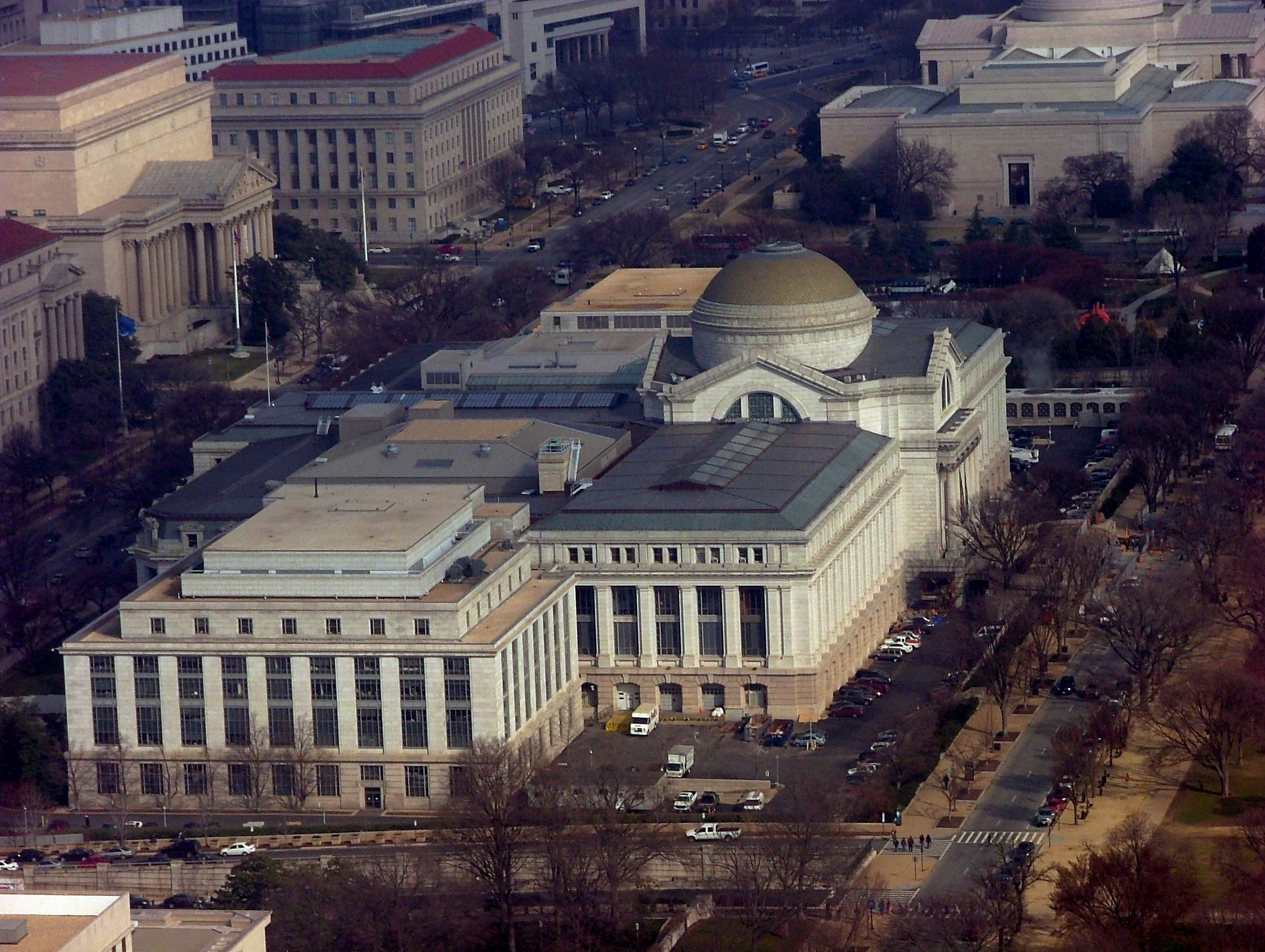
국립 자연사 박물관

국립 자연사 박물관(영어: National Museum of Natural History)은 스미스소니언협회(Smithsonian Institution)가 운영하는 미국 워싱턴 D.C.의 미국국립자연사박물관이다. 그리고 총 3층으로 구성되어 있으며 1층에는 공룡 화석이, 2층에는 미국의 역사에 관한 유물. 그리고 3층은 공사중이다.